# Harald Schwarz
Harald Schwarz (* 13. April 1921 in Teplitz-Schönau, Tschechoslowakei; † 11. Oktober 1995 in Svitavy, Tschechien) war ein deutscher Puppenspieler und letzter Bühnenleiter der Hohnsteiner Puppenbühnen.

## Leben
Nach seiner Matura begann Schwarz eine Ausbildung zum Puppenspieler bei Max Jacob, dem Gründer der ersten Hohnsteiner Puppenbühne.
Nachdem sich Max Jacob als Bühnenleiter zur Ruhe gesetzt hatte, war die Hohnsteiner Bühne Harald Schwarz nach dem Theater des Puppenspielers Friedrich Arndt die zweite in der Tradition des Hohnsteiner Puppenspiels. Bald jedoch wandte sich Schwarz von der Tradition dieses Spielstils ab, löste sich beispielsweise von der klassischen Guckkastenbühne zugunsten eines einfachen Spielparavents und ließ sich in Prag großformatige Stabfiguren herstellen, anstatt weiter mit den kleinen, holzgeschnitzten Kasperpuppen eines Theo Eggink oder Till de Kock zu arbeiten.
Harald Schwarz leitete sein Reisetheater von Essen aus. Der Erfolg der Hohnsteiner Bühnen ermöglichte im Oktober 1962 den Aufbau einer dritten Spielgruppe, die unter der Leitung von Erich Kürschner ebenfalls von Essen aus durch die Lande reiste, ihren Spielbetrieb jedoch bereits Mitte der 1970er Jahre nach dem frühen Tod Kürschners wieder einstellten musste. Als sich schließlich auch Friedrich Arndt zur Ruhe setzte, blieb das Theater von Harald Schwarz die einzige in der direkten Nachfolge Max Jacobs tätige Hohnsteiner Puppenbühne.
Eine ständige Belastung für Harald Schwarz war der Kampf gegen Plagiatoren, gegen Puppenspieler also, die sich mit dem Namen „Hohnsteiner“ schmückten, ohne sich tatsächlich dem Hohnsteiner Ideal (etwa in Fragen der Puppenführung oder des Spielgutes) verpflichtet zu fühlen. Da er es aber zu lange versäumt hatte, den Namen der „Hohnsteiner“ markenrechtlich schützen zu lassen, stand er diesen meist minderwertigen Bühnen ohne eigenes Profil machtlos gegenüber.
Seine Stücke für Kinder und Erwachsene zeigte Schwarz im gesamten Bundesgebiet, in Tschechien, Italien, Südamerika und den USA und fungierte dabei als Bühnenleiter, Puppenspieler, Texter und Musiker. Seine böhmische Heimat blieb für ihn immer ein bevorzugtes Reiseziel, vor allem auch nach dem Zusammenbruch des Sozialismus in Osteuropa 1989. Innerhalb der Puppenspielszene war er ein gefragter Ratgeber besonders für den puppenspielerischen Nachwuchs.
Am 11. Oktober 1995 besichtigte Schwarz’ Ehefrau einen Saal in Svitavy, wo für den folgenden Vormittag eine Kindervorstellung angesetzt worden war. Zu diesem Auftritt des letzten Hohnsteiner Puppentheaters sollte es nicht mehr kommen: Zur gleichen Zeit, als seine Frau den Veranstaltungssaal begutachtete, starb Harald Schwarz völlig unerwartet während eines Spaziergangs. Damit endete die Geschichte der Hohnsteiner Puppenspiele, die mit der Gründung der ersten Bühne durch Max Jacob im Jahr 1921 begonnen hatte.

## Inszenierungen der Bühne Harald Schwarz (Auswahl)
- Die rote Lu
- Das geheimnisvolle Ei
- Der Barometermacher auf der Zauberinsel
- Der Räuber Hotzenplotz
- Undine
- Die Memoiren des Herrn Schwejk
- Speckkönig, Kuchenkönig und Katzenfürst
- Die Fuchsjagd
- Drei Schweinchen, die den Wolf nicht fürchten
- Die Insel der blauen Hunde

## Quelle
- Literatur in der Puppenspielsammlung Gerd J. Pohl

| Personendaten    | Personendaten                                                                 |
| ---------------- | ----------------------------------------------------------------------------- |
| NAME             | Schwarz, Harald                                                               |
| KURZBESCHREIBUNG | deutscher Puppenspieler und letzter Bühnenleiter der Hohnsteiner Puppenbühnen |
| GEBURTSDATUM     | 13. April 1921                                                                |
| GEBURTSORT       | Teplitz-Schönau, Tschechoslowakei                                             |
| STERBEDATUM      | 11. Oktober 1995                                                              |
| STERBEORT        | Svitavy, Tschechien                                                           |